# Grande Prêmio da Itália de 2000
Resultados do Grande Prêmio da Itália de Fórmula 1 realizado em Monza em 10 de setembro de 2000. Décima terceira etapa da temporada, foi vencido pelo alemão Michael Schumacher, da Ferrari.

## Resumo
No acidente que envolveu cinco pilotos (Rubens Barrichello, David Coulthard, Pedro de La Rosa, Heinz-Harald Frentzen e Jarno Trulli), um pneu do carro de Frentzen acertou o fiscal de pista Paolo Gislimberti, então com 33 anos. Ele sofreu ferimentos graves na cabeça e no peito, e mesmo tendo recebido os primeiros socorros, não resistiu e faleceu no hospital. A morte de Gislimberti foi a primeira na Fórmula 1 desde o acidente que matou o brasileiro Ayrton Senna, no Grande Prêmio de San Marino de 1994.
Michael Schumacher conquistou a 41º vitória de sua carreira e igualou a marca de Ayrton Senna. Durante a coletiva após o pódio, ao ser lembrado sobre o feito por um jornalista presente, o alemão chora copiosamente sobre a bancada, consolado pelos seus companheiros de pódio, Mika Hakkinen e Ralf Schumacher.

## Classificação

### Treino classificatório
| 1                         | 3  | Michael Schumacher    | Ferrari            | 1:23.770 |         |
| 2                         | 4  | Rubens Barrichello    | Ferrari            | 1:23.797 | + 0.027 |
| 3                         | 1  | Mika Häkkinen         | McLaren-Mercedes   | 1:23.967 | + 0.197 |
| 4                         | 22 | Jacques Villeneuve    | BAR-Honda          | 1:24.238 | + 0.468 |
| 5                         | 2  | David Coulthard       | McLaren-Mercedes   | 1:24.290 | + 0.520 |
| 6                         | 6  | Jarno Trulli          | Jordan-Mugen/Honda | 1:24.477 | + 0.707 |
| 7                         | 9  | Ralf Schumacher       | Williams-BMW       | 1:24.516 | + 0.746 |
| 8                         | 5  | Heinz-Harald Frentzen | Jordan-Mugen/Honda | 1:24.786 | + 1.016 |
| 9                         | 11 | Giancarlo Fisichella  | Benetton-Playlife  | 1:24.789 | + 1.019 |
| 10                        | 18 | Pedro de La Rosa      | Arrows-Supertec    | 1:24.814 | + 1.044 |
| 11                        | 19 | Jos Verstappen        | Arrows-Supertec    | 1:24.820 | + 1.050 |
| 12                        | 10 | Jenson Button         | Williams-BMW       | 1:24.907 | + 1.137 |
| 13                        | 12 | Alexander Wurz        | Benetton-Playlife  | 1:25.150 | + 1.380 |
| 14                        | 7  | Eddie Irvine          | Jaguar-Cosworth    | 1:25.251 | + 1.481 |
| 15                        | 17 | Mika Salo             | Sauber-Petronas    | 1:25.322 | + 1.552 |
| 16                        | 16 | Pedro Paulo Diniz     | Sauber-Petronas    | 1:25.324 | + 1.554 |
| 17                        | 23 | Ricardo Zonta         | BAR-Honda          | 1:25.337 | + 1.567 |
| 18                        | 8  | Johnny Herbert        | Jaguar-Cosworth    | 1:25.388 | + 1.618 |
| 19                        | 14 | Jean Alesi            | Prost-Peugeot      | 1:25.558 | + 1.788 |
| 20                        | 15 | Nick Heidfeld         | Prost-Peugeot      | 1:25.625 | + 1.855 |
| 21                        | 20 | Marc Gené             | Minardi-Fondmetal  | 1:26.336 | + 2.566 |
| 22                        | 21 | Gastón Mazzacane      | Minardi-Fondmetal  | 1:27.360 | + 3.590 |
| Limite dos 107%: 1:29.634 |    |                       |                    |          |         |
| Fonte:                    |    |                       |                    |          |         |

### Corrida
| Pos.   | Nº | Piloto                | Construtor         | Voltas | Tempo/Diferença    | Grid | Pontos |
| ------ | -- | --------------------- | ------------------ | ------ | ------------------ | ---- | ------ |
| 1      | 3  | Michael Schumacher    | Ferrari            | 53     | 1:27:31.638        | 1    | 10     |
| 2      | 1  | Mika Häkkinen         | McLaren-Mercedes   | 53     | + 3.810            | 3    | 6      |
| 3      | 9  | Ralf Schumacher       | Williams-BMW       | 53     | + 52.432           | 7    | 4      |
| 4      | 19 | Jos Verstappen        | Arrows-Supertec    | 53     | + 59.938           | 11   | 3      |
| 5      | 12 | Alexander Wurz        | Benetton-Playlife  | 53     | + 1:07.426         | 13   | 2      |
| 6      | 23 | Ricardo Zonta         | BAR-Honda          | 53     | + 1:09.292         | 17   | 1      |
| 7      | 17 | Mika Salo             | Sauber-Petronas    | 52     | + 1 volta          | 15   |        |
| 8      | 16 | Pedro Paulo Diniz     | Sauber-Petronas    | 52     | + 1 volta          | 16   |        |
| 9      | 20 | Marc Gené             | Minardi-Fondmetal  | 52     | + 1 volta          | 21   |        |
| 10     | 21 | Gastón Mazzacane      | Minardi-Fondmetal  | 52     | + 1 volta          | 22   |        |
| 11     | 11 | Giancarlo Fisichella  | Benetton-Playlife  | 52     | + 1 volta          | 9    |        |
| 12     | 14 | Jean Alesi            | Prost-Peugeot      | 51     | + 2 voltas         | 19   |        |
| Ret    | 15 | Nick Heidfeld         | Prost-Peugeot      | 15     | Spun off           | 20   |        |
| Ret    | 22 | Jacques Villeneuve    | BAR-Honda          | 14     | Pane elétrica      | 4    |        |
| Ret    | 10 | Jenson Button         | Williams-BMW       | 10     | Acidente           | 12   |        |
| Ret    | 8  | Johnny Herbert        | Jaguar-Cosworth    | 1      | Avarias na largada | 18   |        |
| Ret    | 4  | Rubens Barrichello    | Ferrari            | 0      | Colisão            | 2    |        |
| Ret    | 2  | David Coulthard       | McLaren-Mercedes   | 0      | Colisão            | 5    |        |
| Ret    | 6  | Jarno Trulli          | Jordan-Mugen/Honda | 0      | Colisão            | 6    |        |
| Ret    | 5  | Heinz-Harald Frentzen | Jordan-Mugen/Honda | 0      | Colisão            | 8    |        |
| Ret    | 18 | Pedro de La Rosa      | Arrows-Supertec    | 0      | Colisão            | 10   |        |
| Ret    | 7  | Eddie Irvine          | Jaguar-Cosworth    | 0      | Spun off           | 14   |        |
| Fonte: |    |                       |                    |        |                    |      |        |

## Tabela do campeonato após a corrida
|  | Pos. | Piloto             | Pontos |
|  | ---- | ------------------ | ------ |
|  | 1    | Mika Häkkinen      | 80     |
|  | 2    | Michael Schumacher | 78     |
|  | 3    | David Coulthard    | 61     |
|  | 4    | Rubens Barrichello | 49     |
|  | 5    | Ralf Schumacher    | 24     |

|  | Pos. | Construtor         | Pontos |
|  | ---- | ------------------ | ------ |
|  | 1    | McLaren-Mercedes   | 131    |
|  | 2    | Ferrari            | 127    |
|  | 3    | Williams-BMW       | 34     |
|  | 4    | Benetton-Playlife  | 20     |
|  | 5    | Jordan-Mugen/Honda | 13     |

- Nota: Somente as primeiras cinco posições estão listadas.